# Дрегушань
Дрегушань, Дрегушані (рум. Drăgușani) — село у повіті Бакеу в Румунії. Входить до складу комуни Парава.
Село розташоване на відстані 218 км на північ від Бухареста, 31 км на південь від Бакеу, 105 км на південний захід від Ясс, 125 км на північний захід від Галаца, 128 км на північний схід від Брашова.

## Населення
За даними перепису населення 2002 року у селі проживали 936 осіб, усі — румуни. Усі жителі села рідною мовою назвали румунську.